# Голик, Петр
Петр Голик (чеш. Petr Holík; 3 марта 1992, Злин, Чехия) — чешский хоккеист, центральный нападающий. Выступал в КХЛ за клуб «Северсталь Череповец».Сейчас играет в команде чешской Экстралиги «Комета Брно».

## Карьера
Петр Голик является воспитанником клуба «Злин». В 2010 году дебютировал в чешской Экстралиге. 3 октября 2010 года в матче с «Литвиновым» забросил первую шайбу в Экстралиге. В 2013 году стал серебряным призёром чешского чемпионата, а через год помог родному клубу во второй раз в своей истории выиграть Экстралигу. После окончания сезона 2016/17 подписал контракт с клубом КХЛ «Северсталь». 22 августа 2017 года в матче с «Югрой» дебютировал в КХЛ. 8 сентября забросил первую шайбу в КХЛ, поразив ворота голкипера санкт-петербургского СКА Игоря Шестёркина. Эта шайба оказалась единственной для Голика в КХЛ. Уже после 10 матчей за «Северсталь» контракт был расторгнут по обоюдному согласию. Голик вернулся в Чехию, играл за «Младу Болеслав». В конце сезона он перешёл в «Комету» и стал чемпионом Экстралиги во второй раз.
Петр Голик регулярно привлекается к играм за сборную Чехии. Начиная с сезона 2011/12 каждый сезон играет на этапах Еврохоккейтура.

## Достижения
Чемпион Экстралиги 2014 и 2018
 Серебряный призёр Экстралиги 2013

## Статистика
Обновлено на конец сезона 2020/2021
- Чешская экстралига — 621 игра, 421 очко (138+283)
- Сборная Чехии — 34 игры, 18 очков (10+8)
- Лига чемпионов — 11 игр, 8 очков (2+6)
- КХЛ — 10 игр, 3 очка (1+2)
- Всего за карьеру — 676 игр, 450 очков (151+299)